# Космос 929
Koсмос 929 или ТСК-1 е първият модифициран космически кораб от типа TСK. Първоначално е планиран за транспортиране на хора до орбиталните станции по програма Алмаз.
Корабът стартира на 17 юли 1977 г. с помощта на ракетата-носител Протон-К от космодрума Байконур. Основната цел на полета на ТСК-1 (Космос 929) е проверка на летателната годност на апарата. Те включват прилагане на различни маневри в космоса и изпитване на възвръщаемата капсула. Скачване с космическа станция не е предвидено. След около 30 дни в космоса е отделена спускаемата капсула, която на 17 август се приземява. Останалата част от кораба остава в космоса и тестовете с нея продължават до 2 февруари 1978 г., когато е контролирано изведен от орбита и изгаря в плътните слоеве на атмосферата над Тихия океан.
Мисията на Космос 929 е първата на космическия кораб ТСК. Въпреки че никога не е летял с екипаж, върху неговата основа се изграждат модулите за орбиталните космически станции, позволяващи постоянното пребиваване на екипаж в околоземното космическо пространство.